# Martinet à points blancs
Cypseloides cherriei
Espèce
Statut de conservation UICN

 DD  : Données insuffisantes
Le Martinet à points blancs (Cypseloides cherriei) est une espèce d'oiseau de la famille des Apodidae.

## Répartition
Cet oiseau vit en Colombie, au Costa Rica, en Équateur et au Venezuela.

## Habitat
Son habitat naturel est les montagnes humides subtropicales ou tropicales.

## Référence
- Ridgway, 1893 : Description of two supposed new species of swifts. Proceedings of the U.S. National Museum, vol. 16, n. 923, p. 43-44